# Reinos germánicos

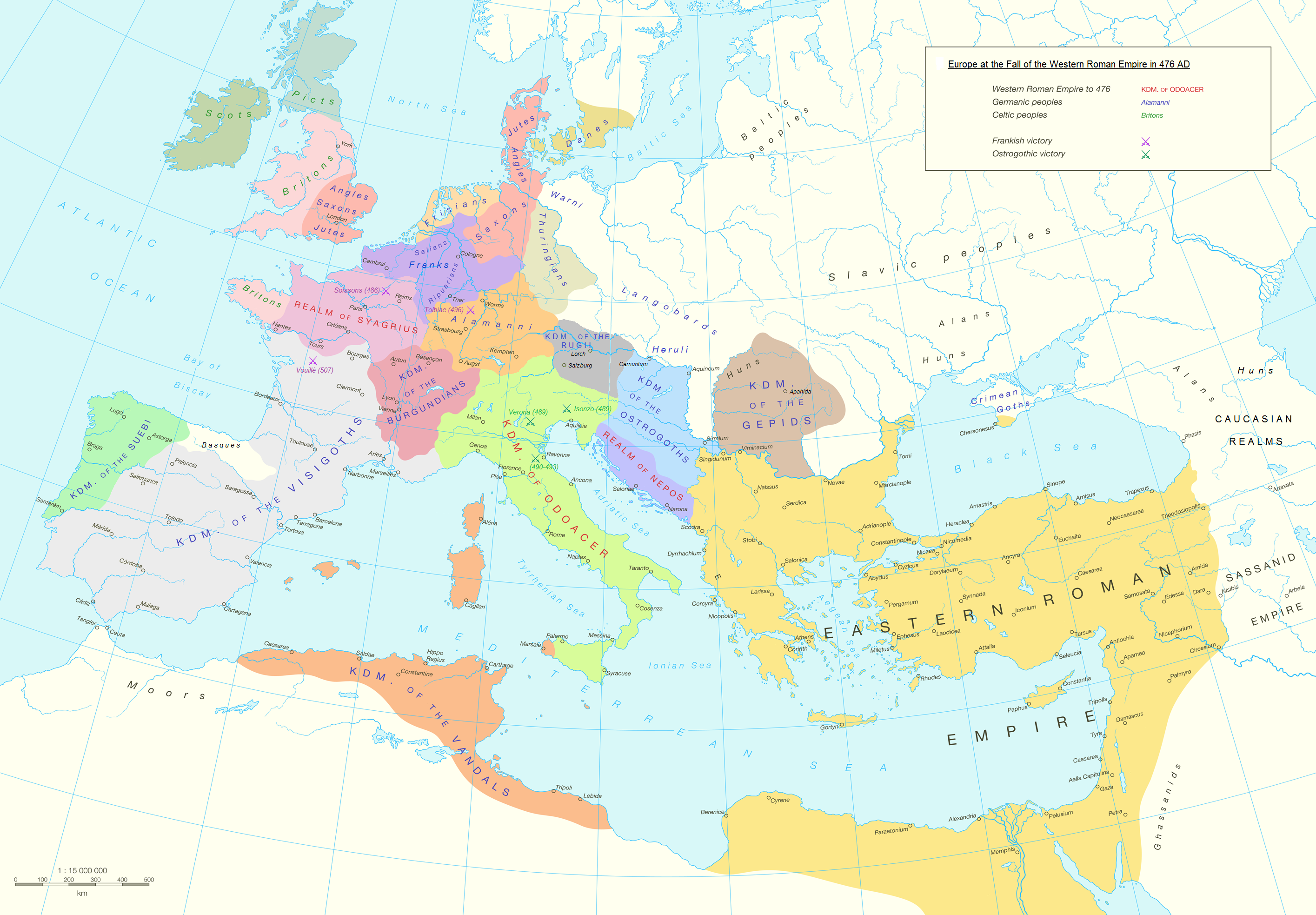
Mapa político de Europa, norte de África y Oriente Medio en 476, el año de la caída del Imperio romano de Occidente. Muestra el Imperio romano de Oriente y los reinos germánicos que se formaron en el territorio del Imperio romano de Occidente.

Los reinos germánicos fueron los Estados creados a lo largo de Europa a partir de finales del siglo IV hasta bien entrada la Edad Media por los pueblos de habla germánica procedentes de la Europa del Norte y del Este. Sus instituciones políticas peculiares, en concreto la asamblea de guerreros libres (thing) y la figura del rey (en protogermánico kuningaz, que da en anglo-sajón cyning, en inglés king, en alemán König y en las lenguas nórdicas kung o konge, aunque los más romanizados utilizaban su versión latina rex), recibieron la influencia de las tradiciones institucionales del Imperio y la civilización grecorromana, y se fueron adaptando a las circunstancias de su asentamiento en los nuevos territorios.

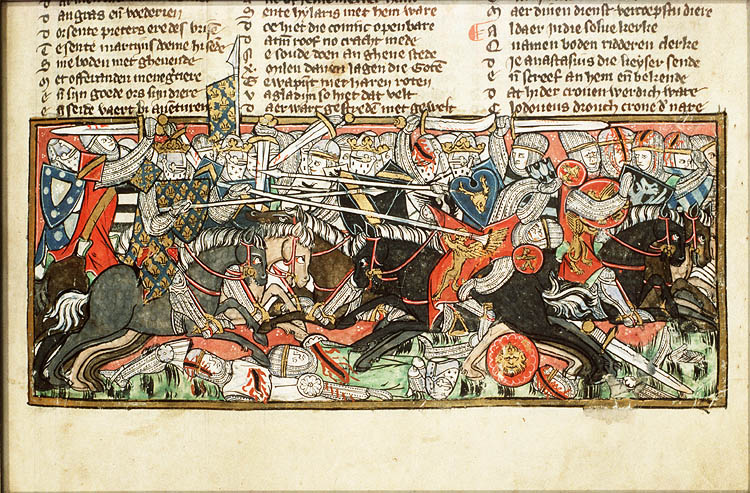
Batalla de Vouillé (507), entre francos y visigodos, representada en un manuscrito del.

Si bien estos reyes utilizaron el sistema provincial romano para justificar sus derechos sobre ciertos territorios, ya que algunos de ellos se habían asentado como federados del Imperio, y después los reyes medievales utilizarían la configuración política de los primeros para justificar sus propias ambiciones, hay que recalcar que no hay ninguna conexión entre los modernos estados-nación y estos reinos más allá de la nominal, ya que este término nació en el tratado de Westfalia de 1648, siendo las fronteras y culturas europeas de ese momento distintas a las de los últimos años de la Antigüedad tardía.

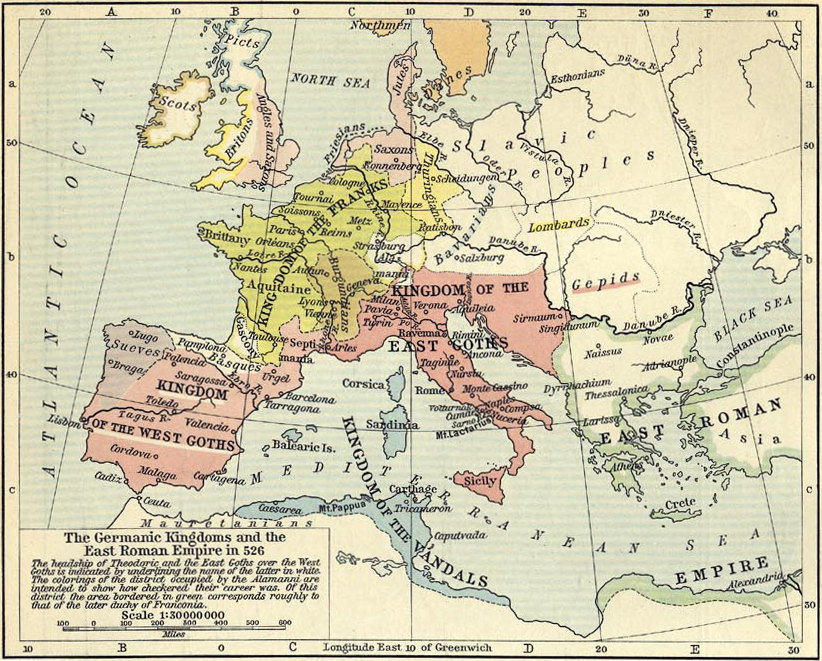
Situación de los reinos germánicos hacia el año 526. El reino suevo de Braga en el noroeste de Hispania, el reino de los francos que ha desplazado a los visigodos al sur, convertido en Reino visigodo de Toledo, pero aún no ha absorbido a los burgundios; mientras que el reino de los ostrogodos y el reino de los vándalos todavía no han desaparecido por la expansión del Imperio bizantino de Justiniano I. En Gran Bretaña los anglos y sajones han desplazado a los britanos al oeste, y aún no se ha producido la llegada de los daneses.

Las invasiones bárbaras desde el siglo III habían demostrado la permeabilidad del limes romano en Europa, fijado en el Rin y el Danubio. La división del Imperio en Oriente y Occidente, y la mayor fortaleza del imperio oriental o bizantino, determinó que fuera únicamente en la mitad occidental donde se produjo el asentamiento de estos pueblos y su institucionalización política como reinos.
Fueron los visigodos, primero como Reino de Tolosa y luego como Reino de Toledo, los primeros en efectuar esa institucionalización, valiéndose de su condición de federados, con la obtención de un foedus con el Imperio, que les encargó la pacificación de las provincias de Galia e Hispania, cuyo control estaba perdido en la práctica tras las invasiones de 410 por suevos, vándalos y alanos. De estos, solo los suevos lograron el asentamiento definitivo en una zona: el Reino de Braga, mientras que los vándalos se establecieron en el norte de África y las islas del Mediterráneo Occidental, pero fueron al siglo siguiente eliminados por los bizantinos durante la gran expansión territorial de Justiniano I, con las campañas de los generales Belisario, de 533 a 544, y Narsés, hasta 554. Simultáneamente, los ostrogodos consiguieron instalarse en Italia expulsando a los hérulos, que habían expulsado a su vez de Roma al último emperador de Occidente. El Reino Ostrogodo desapareció también frente a la presión bizantina de Justiniano I.
Un segundo grupo de pueblos germánicos se instala en Europa Occidental en el siglo VI, entre los que destaca el Reino franco de Clodoveo I y sus sucesores merovingios, que desplaza a los visigodos de las Galias, forzándolos a trasladar su capital de Tolosa a Toledo. También derrotaron a burgundios y alamanes, absorbiendo sus reinos. Algo más tarde los lombardos se establecen en Italia en 568-569, pero serán derrotados a finales del siglo VIII por los mismos francos, que reinstaurarán el Imperio con Carlomagno en el año 800.
En Gran Bretaña se asentarán los anglos, sajones y jutos (véase Invasión anglosajona de Gran Bretaña) que crearán una serie de reinos rivales, unificados finalmente por los daneses (un pueblo nórdico) en lo que terminará por ser el reino de Inglaterra.

## Reinos imperiales y romanizados
Las grandes migraciones fueron un período que abarcó varios siglos, por lo cual muchos de los pueblos que en su origen eran de habla y tradición germánicos, con el paso de las generaciones y por su asentamiento en o cerca del Imperio romano, y de su mezcla con los ciudadanos de este último, sufrieron un paulatino proceso de romanización que los convirtió en pueblos romances integrados dentro de la sociedad y ejército romanos como ciudadanos y soldados. 
De entre esos pueblos cabe destacar:

### Los godos

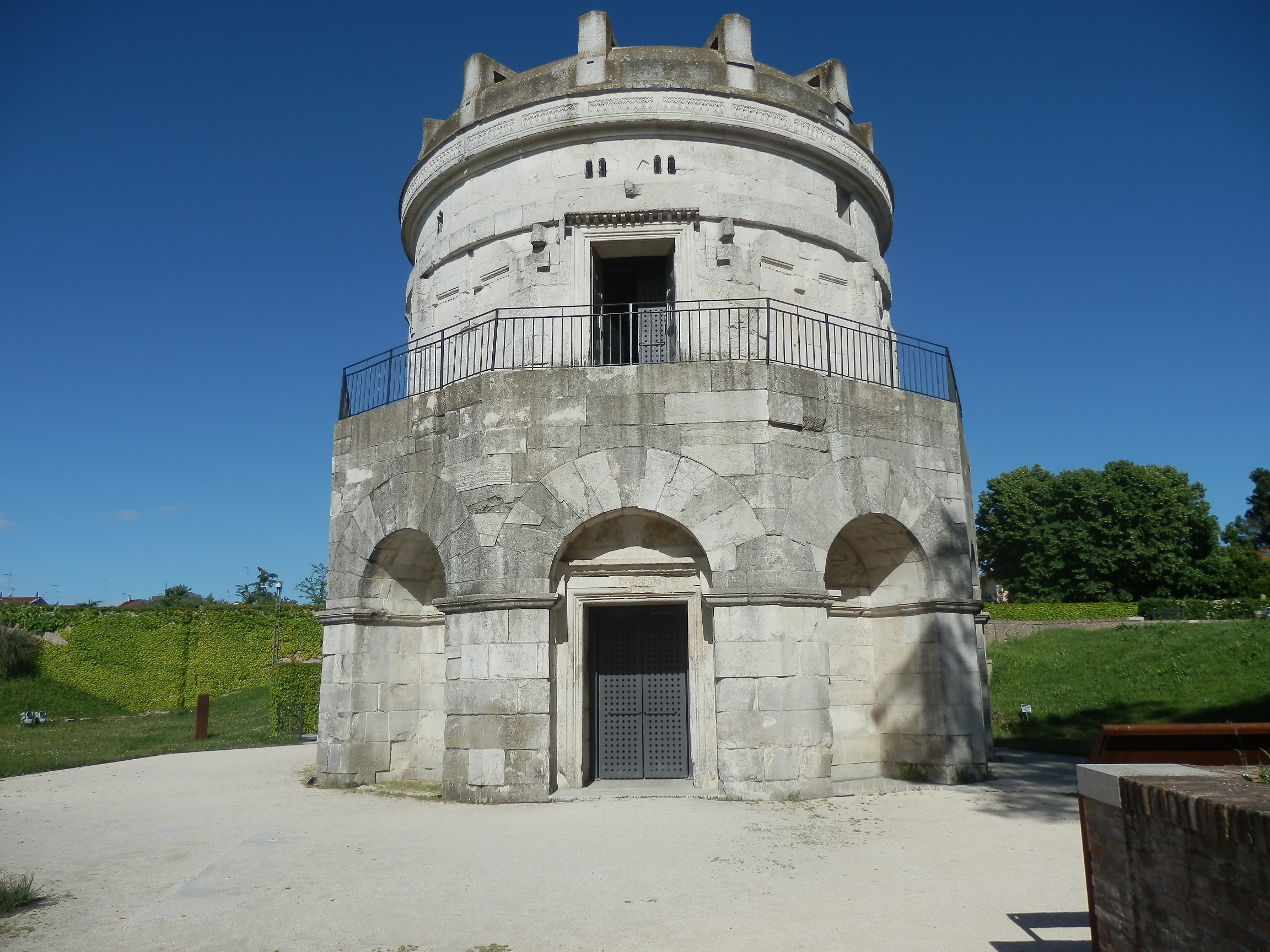
El Mausoleo de Teodorico en Rávena, el más significativo de los pocos ejemplos de arquitectura de los godos.

Los godos poseían una fuerte organización dinástica que les permitió adquirir una capacidad de choque y una penetración mayor que las demás tribus germánicas de la época, invadieron Dacia y se asentaron en ella a pesar de haber sido derrotados en 214 por el emperador Caracalla.
El contacto con el Imperio romano prontamente introdujo cierta civilización en las tribus góticas, sobre todo en las orientales (ostrogodos), muchos de cuyos miembros decidieron integrarse en las legiones imperiales como voluntarios.
Sin embargo, la presión hostil en los confines del Imperio se hizo cada vez más fuerte por obra de los visigodos, siendo una de sus causas el explosivo aumento poblacional de los bárbaros y el simultáneo ocaso de la capacidad militar del Imperio. Hacia el año 247, los visigodos completaron la ocupación y conquista de Dacia, venciendo y asesinando al emperador Decio en la batalla de Attrio. Al mismo tiempo comenzaron con la invasión de los Balcanes hacia Bizancio, por una parte, y la de Italia y Panonia, por otra.
Contra ellos lucharon los emperadores Claudio II (llamado El Gótico) y Lucio Domicio Aureliano, logrando contener sus invasiones y por casi dos siglos retrasaron su empuje hacia Occidente. Más adelante los godos se aliaron con Constantino y se convirtieron al cristianismo por obra del obispo Ulfilas, que tradujo la Biblia a su lengua.
Las guerras entabladas entre los emperadores romanos y los gobernantes godos a lo largo de casi un siglo devastaron la región de los Balcanes y los territorios del noreste del Mediterráneo. Otras tribus se unieron a los godos y bajo el gran rey Hermanarico establecieron en el siglo IV (350) un reino que se extendía desde el mar Báltico hasta el mar Negro, teniendo como súbditos a eslavos, ugrofineses e iranios.

#### El reino visigodo
En 401, el rey visigodo Alarico I marchó contra Italia pero fue vencido cerca de Pollentia (6 de abril de 402) y después en Verona. Probablemente el general romano Estilicón negoció con Alarico su ayuda contra otros bárbaros, como Radagaiso, y se cree que le fue ofrecida la confirmación como Magister Militum y gobernador de Iliria, con unos límites que entraban en contradicción con las reivindicaciones territoriales de Oriente.
El partido nacionalista romano, tal vez instigado por el gobierno de Constantinopla, acusó a Estilicón de preparar la entrega del Imperio a Alarico y urdió un complot. Estalló una revuelta de tropas que obligó a Estilicón a refugiarse en una iglesia, siendo asesinado en el momento de salir (tras prometérsele que salvaría la vida si salía) por Olimpo, por órdenes del Emperador Honorio (23 de agosto de 408). Alarico regresó a Italia y obtuvo nuevas concesiones de Honorio que se había establecido en Rávena, pero una vez se retiraron los visigodos, Honorio no mantuvo sus promesas. Los visigodos marcharon hacia Roma y apoyaron la proclamación de un usurpador llamado Prisco Atalo (409), que era de origen jonio y probablemente arriano, el cual concedió a Alarico el título de Magister Militum.
Pero Atalo no quiso o no pudo cumplir sus promesas y el rey visigodo regresó a Roma, depuso al usurpador (14 de agosto de 410) y sus hombres saquearon la Ciudad Eterna durante tres días, tras lo cual la abandonaron llevándose con ellos a Atalo y a Gala Placidia, hermana de Honorio. De Roma pasaron al sur devastando Campania, Apulia y Calabria. Alarico murió en el sitio de Cosenza (410) y le sucedió su cuñado Ataúlfo. Este pactó con Honorio la salida de Italia a cambio de la concesión del gobierno de las Galias (territorios que escapaban del control de Roma, pues se habían sometido a Constantino).
Los visigodos bajo Ataúlfo dejaron Italia (412) y fueron al sur de la Galia y el norte de Hispania.
Las largas y complejas luchas de Ataúlfo para dominar el sur de las Galias le ocuparon varios años (411 a 414). En el 414 el rey Ataúlfo, que tras una alianza con Honorio y con el Magister Militum Constancio había vuelto a actuar por su cuenta, se casó con Gala Placidia, hermana de Honorio. Constancio fue enviado a la zona y los visigodos fueron derrotados en Narbona. Constancio logró desviar a Ataúlfo hacia Hispania (lo que le permitía conservar el sur de la Galia), y los visigodos entraron en la Tarraconense el 415. En 416 Ataúlfo propuso una alianza con el Imperio romano, en nombre del cual se encargaría de combatir a los suevos, alanos, vándalos asdingos y silingos que ocupaban las provincias de Hispania. Con tal motivo Ataúlfo se trasladó a Barcino (415 o 416), pero allí fue asesinado por el esclavo Dubius, a quien se supone instigado por su sucesor Sigerico o bien por el noble Barnolfo, supuesto amante de Gala Placidia.

Territorio del reino visigodo bajo el mando de Alarico II

La cúspide del poder visigodo fue alcanzada durante el reinado de Eurico (466-84), quien completó la conquista de Hispania. En 507, Alarico II fue derrotado en Vouillé por los francos bajo Clodoveo I, como consecuencia de esta derrota, los visigodos perdieron todas sus posesiones al norte de los Pirineos, a excepción de la Septimania. Toledo fue declarada la nueva capital visigótica, y la historia de los visigodos se convirtió esencialmente en la historia de Hispania. Cruzaron los Pirineos con toda su población. Para mayores referencias, se puede consultar la página de la Hispania visigoda.
El reino visigodo fue debilitado por las guerras con los francos y los vascos, así como la penetración bizantina en el sur de la actual España. El reino recobró su vigor al final de la sexta centuria bajo Leovigildo y Recaredo. La conversión de estos dos reyes al catolicismo facilitó la fusión de las poblaciones visigoda e hispanorromana. El rey Recesvinto impuso (hacia 654) la ley visigótica común a ambos súbditos godos y romanos, que hasta entonces habían vivido bajo diferentes códigos legales. Los Concilios de Toledo se convirtieron en la fuerza principal del Estado visigodo, como consecuencia del debilitamiento de la monarquía.
El rey Wamba, sucesor de Recesvinto, fue depuesto por una guerra civil, que luego se tornó en una contienda generalizada a todo el reino. Cuando el último rey, Roderico, alcanzó el trono, sus rivales se avocaron al líder musulmán Táriq Ibn Ziyad, quien, con su victoria (711) en una batalla cerca de Medina Sidonia, la batalla de Guadalete, terminó con el Reino visigodo e inaugura el período islámico en la historia de España.

#### El reino ostrogodo

Reino ostrogodo en Italia

El reino ostrogodo fue fundado por Teodorico en la actual Italia después de vencer a Odoacro. Teodorico organizó el Reino ostrogodo por su fuerza militar, su habilidad política y por la sabia prudencia con que interpretó la situación de los demás reinos.
En 488, Teodorico conquista la península itálica por orden del emperador de Oriente Zenón I, de manera de sacárselo de las cercanías de Constantinopla, donde sus tropas ya habían mostrado su fuerza. En la península gobernaba Odoacro, quien en 476 había destronado al último emperador romano de Occidente, Rómulo Augústulo. En 493, Teodorico conquistó Rávena, lugar donde murió Odoacro en manos de Teodorico en persona. El poderío de los ostrogodos estaba en ese momento en su cima en Italia, Sicilia, Dalmacia y en las tierras al norte de Italia. Al momento de esta reconquista, los ostrogodos y los visigodos comenzaron a colaborar y esa colaboración se estrechó con el tiempo haciendo de ostrogodos y visigodos una sola nación. El poder de Teodorico se extendió sobre gran parte de Galia e Hispania al convertirse en regente del reino visigodo de Tolosa.
Al morir el rey visigodo Alarico II, yerno de Teodorico, en la batalla de Vouillé contra los francos de Clodoveo I, el rey ostrogodo asume la tutoría de su nieto Amalarico y se reserva el dominio sobre la totalidad de Hispania y una parte de Galia. Tolosa pasa a manos de los francos, pero los godos dominan Narbona y la Septimania: esta región fue la última parte de Galia en donde todavía los godos dominaron y durante muchos años fue conocida como Gotia. En 526, ostrogodos y visigodos se escindieron una vez más. Algunos ejemplos en los cuales todavía se ve que proceden de acuerdo se refieren a asuntos espaciados y sin importancia real. Amalarico heredó el reino visigodo en Hispania y Septimania. Se agregó la Provenza al dominio del nuevo rey ostrogodo, Atalarico, nieto de Teodorico por parte de su madre Amalasunta.
Ninguno de los dos soberanos pudo solventar los conflictos que sobrevinieron en el seno de las élites godas. Teodato, primo de Amalasunda y sobrino de Teodorico por parte de la hermana de este último, le sucedió luego de haberlos asesinado cruelmente. No obstante, esta usurpación desencadenaría mayores matanzas aún. Tres reyes godos se sucedieron en el trono en el espacio de cinco años.
La debilidad de la posición de los ostrogodos en Italia se mostró entonces con toda evidencia. El emperador bizantino Justiniano I siempre se había esforzado, en la medida de lo posible, por restaurar el poder imperial sobre la totalidad de la extensión del Mediterráneo; no dejó escapar esta ocasión para actuar.
En 535, encargó a su mejor general, Belisario, atacar a los ostrogodos. Este invadió rápidamente Sicilia y desembarcó en Italia, donde tomó Nápoles y luego Roma en 536. Después marchó hacia el norte y se apoderó de Mediolanum (Milán) y Rávena, la capital de los ostrogodos, en 540. Es entonces cuando Justiniano I ofreció a los godos un generoso acuerdo —algo demasiado generoso a ojos de Belisario—: el derecho a mantener un reino independiente en el noroeste de Italia, pero a condición de que lo compensaran con un tributo consistente en la mitad de su tesoro para el Imperio. Los ostrogodos lo aceptaron.
Después de una invasión persa al Imperio bizantino, Belisario pudo regresar a Italia y se encontró con una situación considerablemente distinta: Erarico había sido asesinado y la facción prorromana de la élite goda, eliminada.

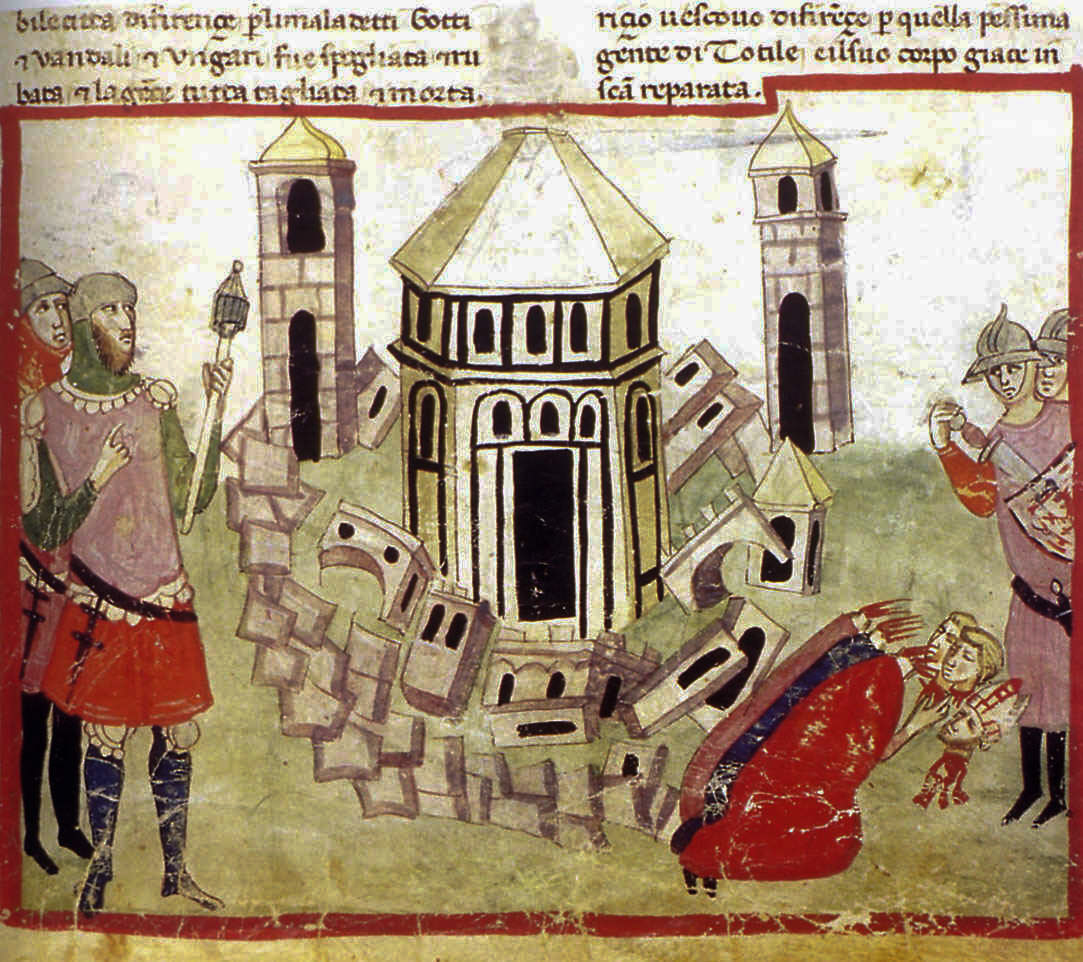
Totila destruyendo las murallas de Florencia.

En 541, los ostrogodos eligieron como nuevo jefe a Totila; este godo «nacionalista», brillante general, había recuperado toda la Italia del Norte y expulsado a los bizantinos fuera de Roma. Belisario entonces volvió a tomar la ofensiva: engañó a Totila para recuperar Roma, pero volvió a perderla luego de que Justiniano I, celoso y temeroso de su poder, le cortara el aprovisionamiento y los refuerzos. El general, avejentado, se vio entonces obligado a asegurar la defensa por sus propios medios.
En 548, Justiniano I lo reemplazó por el general eunuco Narsés, en quien tenía mayor confianza. Narsés no decepcionó a Justiniano I.
Totila fue salvajemente asesinado tras la batalla de Tagina o Busta Gallorum en julio de 552, y sus partidarios Teya, Aligerno, Escipuarno y Gibal fueron matados o se rindieron luego de la batalla del Monte Lactario en octubre de 552 o 553.
Widhin, el último jefe del ejército godo del que tenemos testimonio, se rebeló a finales de los años 550 con una ayuda militar mínima de francos y alamanes. La sublevación no tuvo consecuencias: los ostrogodos se sublevaron en Verona y Brescia, pero la revuelta terminó con la captura de su jefe en 561. Finalmente, Widhin fue conducido para ser ejecutado allí en 561 o 562. Una minoría, sumisa a los bizantinos y convertida al cristianismo, sobrevivió en Rávena.

### Francia en época merovingia
El reino de los francos, en latín también conocido (aunque menos usualmente) como Francia (palabra latina que no se refería a la actual Francia), o simplemente reino franco, son las denominaciones historiográficas que identifican el reino de los francos establecido a finales del siglo V aprovechando la decadencia de la autoridad imperial romana en las Galias, durante la época de las denominadas "invasiones bárbaras". La dinastía merovingia, la gobernante de los francos desde mediados del siglo V hasta 751, establecerá el reino más grande y poderoso de Europa occidental tras la caída del imperio de Flavio Teodorico, un estado que en su mayor apogeo ejercerá el control de un extenso territorio: las actuales Bélgica, Luxemburgo y Suiza; la casi totalidad de los Países Bajos, de Francia y de Austria; y la parte occidental de Alemania. Fue la primera dinastía duradera en el territorio de la Francia actual.
De entre las varias tribus del pueblo germánico de los francos, fueron los salios —que se habían asentado dentro del limes (frontera) como pueblo federado ocupando la Galia Bélgica— los que lograron eliminar toda competencia y asegurarse el dominio para sus líderes: primero, aparecen como «reyes de los francos» en el ejército romano del norte de la Galia; luego, hacia 509, y encabezados por Clodoveo I, ya habían unificado a todos los francos y galorromanos del norte bajo su dominio; y, finalmente, desde su establecimiento inicial en el noroeste de la actual Francia, Bélgica y los Países Bajos, se extendieron conquistando las antiguas diócesis romanas —Diocesis Viennensis y Diocesis Galliarum—, previamente ocupadas por otros reinos germánicos: derrotaron a los visigodos en 507 y a los burgundios en 534 y también extendieron su dominio a Raetia en 537. En Germania, los pueblos no romanizados de alamanes, bávaros, turingios y sajones aceptaron su señorío.
El nombre dinástico, en latín medieval Merovingi o Merohingii ('hijos de Meroveo'), deriva de una forma fráncica no atestiguada, similar a la acreditada Merewīowing, del inglés antiguo, siendo la «–ing» final un típico sufijo patronímico germánico. El nombre deriva del rey Meroveo, a quien rodean muchas leyendas. A diferencia de las genealogías reales anglosajonas, los merovingios nunca afirmaron descender del dios Odín-Mercurio, sino que se consideraban descendientes de la diosa Nerthus-Artemisa, diosa de la fertilidad, y Jesucristo. El pelo largo de los merovingios los distinguía entre los pueblos francos, que por lo general se cortaban el pelo. Los contemporáneos a veces se referían a ellos como los «reyes de pelo largo o cabelludos» (en latín reges criniti). Un merovingio a quien se le cortara el pelo no podía gobernar, y un rival podía ser eliminado de la sucesión siendo tonsurado y enviado a un monasterio.
El primer rey merovingio conocido fue Childerico I (fallecido en 481). Su hijo Clodoveo I (r. 481-511), aliado con los francos ripuarios, instalados en los ríos Rin y Mosela, fue quien con sus campañas militares, agrandó verdaderamente el reino entre 486 y 507 y unió a todos los francos, conquistando la mayor parte de la Galia. Esa expansión fue posible por su conversión al cristianismo ortodoxo (por oposición a la herejía arriana) y su bautismo en Reims hacia el 496 lo que le granjeó el apoyo de la aristocracia galorromana y de la Iglesia occidental. Instaló la capital en París en 507. A su muerte el reino fue dividido entre sus cuatro hijos varones, según la costumbre germánica: Clotario I, fue rey de Soissons (511-561) (y luego de Reims (555-561) y de los francos (558-561)); Childeberto I, fue rey de París (511-558); Clodomiro, rey de Orleans (511-524); y Teodorico I, rey de Reims (511-534). El reino permaneció dividido, con la excepción de cuatro períodos cortos (558-561, 613-623, 629-634, 673-675), hasta 679. Después de eso, solo se dividió una vez más (717-718). Las principales divisiones del reino daran origen a Austrasia, Neustria, Burgundia y Aquitania.
Durante el último siglo del dominio merovingio, los reyes, no teniendo más tierras que distribuir entre sus guerreros, fueron abandonados por estos siendo relegados cada vez más a un papel ceremonial. El poder lo ejercerá la aristocracia franca y sobre todo los mayordomos del palacio  (major domus), una especie de primeros ministros, funcionarios del más alto rango bajo el rey. En 656, el mayordomo Grimoaldo I trató de colocar a su hijo Childeberto en el trono en Austrasia. Grimoaldo fue arrestado y ejecutado, pero cuando se restauró la dinastía merovingia su hijo gobernó hasta 662. La familia de los Pipínidas, originaria de Austrasia, se apoderó de las mayordomías de palacio de Austrasia y posteriormente de las de Neustria y colocó nuevamente a Provenza, Borgoña y Aquitania, regiones entonces casi independientes, dentro de la órbita merovingia y emprendió la conquista de Frisia, al norte del reino. Uno de los mayordomos de palacio más famosos, Carlos Martel, rechazó en 732 a un ejército musulmán no lejos de Poitiers, considerada la batalla decisiva que impidió la conquista de toda Europa. Para recompensar a sus fieles, Martel confiscó inmensos territorios a la Iglesia y los redistribuyó. Esto le permitió asegurar la fidelidad de sus hombres sin deshacerse de sus propios bienes.
Al fallecer el rey Teoderico IV en 737, Martel estaba tan seguro de su poder que continuó gobernando los reinos sin necesidad de proclamar un nuevo rey nominal hasta su muerte en 741. La dinastía fue restaurada nuevamente en 743, pero en 751 el hijo de Carlos, Pipino el Breve, depuso al último rey merovingio, Childerico III, al que encerró en un convento, y se hizo elegir rey entre los guerreros francos. Pipino tomó la precaución de ser coronado en 754 por el papa Esteban II, en la abadía real de Saint-Denis, evento que le proporcionó una nueva legitimidad, la de ser elegido por Dios, inaugurando la dinastía carolingia. Será especialmente a partir de la coronación imperial de Carlomagno en el año 800, cuando la denominación historiográfica habitual del reino franco pasará a ser de Imperio carolingio.
- El bautismo de Clodoveo I por san Remigio con el milagro de la Santa Ampolla. Placa de encuadernación de marfil, Reims, último cuarto del siglo IX. Amiens, museo de Picardía.
- Victorias de Carlos Martel contra los sarracenos en Tours-Poitiers (732), Grandes Crónicas de Francia
- Recreación de la coronación de Pipino el Breve el domingo 28 de julio de 754 por el papa Esteban II, en la abadía real de Saint-Denis. Este hecho supuso el inicio del gobierno de la dinastía carolingia.

### Reino lombardo
El reino lombardo o reino de los lombardos  (en latín: Regnum Langobardorum; en italiano: Regno dei Longobardi; en lombardo: Regn dei Lombards), más tarde, reino de (toda) Italia (en latín: Regnum totius Italiae) fue un Estado medieval temprano establecido por los lombardos en la península itálica entre 568-569 (invasión de Italia) y 774 (caída del reino con la llegada de los francos de Carlomagno). 
En 560 los lombardos, asentados en la llanura panónica, eligieron a un nuevo y enérgico rey, Alboíno (r. 560-572), que derrotó a sus vecinos gépidos, les hizo sus súbditos y, en 566, se casó con Rosamunda, la hija de su rey Cunimundo. En la primavera del año 568, Alboíno, asistido por algunos contingentes de otras tribus germánicas,  invadió Italia al forzar el limes del Friul. Alrededor de cien mil lombardos cruzaron los Alpes Julianos e invadieron el norte de Italia (la población romana allí era aproximadamente de dos millones de personas) debido a la presión de los ávaros. En aquel momento, el bizantino prefecto del pretorio Longino, que había sucedido al depuesto Narsés en el gobierno de Italia, no esperaba la invasión. Justiniano I había fallecido solamente hacia tres años tras una exitosa campaña de recuperación de toda la península itálica —las terribles guerras góticas (535-554)— y la zona estaba recuperándose entonces; el pequeño ejército bizantino dejado para su defensa apenas pudo hacer nada.
En el verano de 569, los lombardos conquistaron Aquilea y Verona y en septiembre, la antigua capital imperial, Milán. Tras un asedio de tres años, en 572 cayó Pavía, convirtiéndose en la primera capital del nuevo reino lombardo de Italia y centro de su vida política, desde donde controlaban el valle del Po. En ese momento, la reina Rosamunda decidió vengar a sus hermanos muertos matando a Alboíno en Verona y huyendo a Rávena con su amante, donde fueron acogidos por Longino (murieron finalmente envenenados). Al año siguiente, el sucesor de Alboíno, Clefi (r. 572-574), penetró más al sur, conquistando la región de Toscana. Posteriormente, las tribus lombardas también se instalaron en el centro y el sur de Italia estableciendo los ducados de Spoleto y Benevento, que pronto se hicieron semiindependientes. Clefi también fue asesinado después de un despiadado reinado de 18 meses. Su muerte marcó el inicio de un interregno de años, el «periodo de los duques» (574-584), durante el cual los duques no eligieron a ningún rey, y que está considerado como un período de violencia y desorden. Se trataría de una más de las interminables guerras entre lombardos que arruinaron a Italia.
El Imperio bizantino, para enfrentar esta nueva amenaza, acometió una reforma y creó en 584 el exarcado de Rávena a cuyo frente colocó al exarca, que aunaba todos los poderes, militares y civiles, y que logró retener el control de gran parte de la península hasta mediados del siglo VIII. Durante la mayor parte de la historia del reino, el exarcado de Rávena y el ducado de Roma, unidos por un estrecho corredor —corredor umbro que discurría a través de Perugia—, separaron los pequeños ducados lombardos del norte, conocidos colectivamente como Langobardia Maior (Langbardland en protogermánico), de los dos grandes ducados del sur de Spoleto y Benevento, que constituían Langobardia Minor y eran considerablemente más autónomos.
En 584, amenazados por los bizantinos y por una invasión franca, los duques lombardos eligieron rey al hijo de Clefi, Autario (r. 584-590), que se esforzó por someter a los duques a su autoridad y realizar nuevas conquistas. En 589, se casó con la princesa católica Teodolinda, hija del duque de Baviera, Garibaldo I de Baviera y amiga del papa Gregorio I, que promovió la catolización de los lombardos. A Autario le sucedió Agilulfo (r. 591-616), duque de Turín, quien, en 591, también se casó con Teodolinda, la cual logró que abjurase del arrianismo y se convirtiese, generando un cisma entre los lombardos. No solo hubo guerras entre bizantinos y lombardos, sino también entre arrianos y ortodoxos. Agilulfo combatió con éxito a los duques rebeldes de la Italia septentrional, conquistando Padua (601), Cremona y Mantua (603), y forzando al exarca de Rávena a pagar un conspicuo tributo. Esos conflictos destruyeron el limes de Friul y las plazas fuertes del Véneto, quedando la zona abierta a que otros bárbaros cruzaran los Alpes y la invadieran (como hicieron los ávaros en 610 y los eslavos, que atacaron las llanuras llegando en ocasiones hasta el mar Adriático).
A consecuencia de estos sucesos, se formaron en el territorio conquistado por los lombardos un número variable de ducados independientes, hasta treinta y seis, gobernados por duques semiautónomos, pero esa desmembración fue perjudicial para ellos y funesta para Italia. Sus dirigentes se asentaron en las ciudades principales. El rey gobernaba sobre ellos y administraba las tierras a través de emisarios llamados gastaldi. Esa subdivisión y la falta de docilidad de los ducados, privó al reino de su unidad, debilitándolo incluso en comparación con los bizantinos, especialmente después de que empezaron a recuperarse de la invasión inicial. Esa debilidad se hizo todavía más evidente cuando los lombardos tuvieron que enfrentarse con el creciente poder de los francos. En respuesta a este problema, los reyes intentaron centralizar el poder a lo largo del tiempo, pero perdieron definitivamente el control sobre Spoleto y Benevento en el intento.
Las conquistas lombardas fueron continuadas por sus descendientes, hasta que en el año 751 el rey lombardo Astolfo (r. 749-756) se apoderó de Rávena, finalizando así el exarcado de Rávena. El papa asumió el pleno poder de gobierno (dicio) en el ducado de Roma (que pasaría a ser denominado como patrimonio de san Pedro), reconociendo al emperador bizantino como su soberano. Pero como el ducado de Roma había sido parte del exarcado, fue reclamado por Astolfo. A poco de llegar al solio, Esteban II negoció con Astolfo una tregua de cuarenta años, pero Astolfo la rompió a los cuatro meses, y en junio de 752 reclamó jurisdicción e impuestos, emprendiendo la marcha hacia Roma. Esteban II pidió ayuda al rey franco Pipino el Breve, que entró en Italia y obligó a Astolfo a abandonar sus planes expansionistas. Retirados los francos, el nuevo rey Desiderio (r. 756-774) invadió los Estados Pontificios. Adriano I, papa desde 774, invocó de nuevo a los francos para que le dispensasen su protección. Esta vez vez fue Carlomagno, el hijo de Pipino, quién acudió en su ayuda, derrotando definitivamente a Desiderio en Pavía en 774. El resultado fue la restitución de los bienes de la Iglesia y la promesa, no cumplida, de anexión de otros territorios. En todo caso, la mayor parte de la Italia central pasó a estar bajo la administración de los papas. Carlomagno adoptó el título de «rey de los lombardos», aunque nunca logró hacerse con el control de Benevento, el ducado lombardo más meridional. El reino de los lombardos en el momento de su desaparición era el último reino germánico menor de Europa.
Con el tiempo, los lombardos habían ido adoptando gradualmente títulos, nombres y tradiciones romanas. Para cuando Pablo el Diácono escribía a finales del siglo VIII, el lombardo, la vestimenta y los peinados lombardos habían desaparecido. Cuando entraron en Italia, muchos lombardos conservaron su forma nativa de paganismo mientras otros ya eran cristianos arrianos. De ahí que no tuvieran buenas relaciones con la Iglesia católica y el papa, a los que persiguieron con el celo de neófitos. Sin embargo, a finales del siglo VII,  no sin una larga serie de conflictos religiosos y étnicos., su conversión al catolicismo era casi completa.
Un reducido Regnum Italiæ, una herencia de los lombardos, continuó existiendo durante siglos como uno de los reinos constituyentes del Sacro Imperio Romano Germánico, que corresponde aproximadamente al territorio de la antigua Langobardia Maior. La llamada Corona de Hierro de Lombardía, una de las insignias reales más antiguas de la cristiandad que se conservan, puede haberse originado en la Italia lombarda ya en el siglo VII y se siguió utilizando para coronar a los reyes de Italia hasta Napoleón Bonaparte a principios del siglo XIX.
Algunas regiones italianas nunca estuvieron bajo el dominio lombardo, como Lacio, Cerdeña, Sicilia, Calabria, Nápoles y el sur de Apulia. Cualquier legado genético de los lombardos se diluyó rápidamente en la población italiana debido a su número relativamente pequeño y a su dispersión geográfica para gobernar y administrar su reino.
El 25 de junio de 2011, la Unesco  decidió inscribir en la Lista del Patrimonio de la Humanidad el conjunto «Centros de poder de los longobardos en Italia (568-774 d.C.)» que comprende siete lugares en los que se conservan restos significativos del arte lombardo: Cividale del Friuli, Brescia, Castelseprio, Spoleto, Campello sul Clitunno, Benevento y Monte Sant'Angelo.
- Evolución territorial del reino de los lombardos
- Italia después de la invasión lombarda (568).
- Reino lombardo hacia 575, tras la muerte de Alboíno (r. 560-572) y las conquistas de Faroaldo y Zotton en el centro y sur de la península.
- Los territorios lombardos  tras las conquistas de Agilulfo (r. 591-616).
- El reino tras las conquistas del rey Rotario (r. 636-652).
- Las posesiones itálicas de Desiderio (r. 756-774).
- Los territorios bizantinos tras la caída en 751 del exarcado a manos de Astolfo (r. 749-756).

### El reino suevo de Braga
El reino suevo o reino suevo de Gallaecia fue fundado por un pueblo germánico conocido como los suevos en el año 409, en la provincia de la Gallaecia del Imperio romano de Occidente. Tras cruzar las Galias, entraron por los Pirineos a la península Ibérica, junto con los vándalos y los alanos, con apoyo del general romano Geroncio, desde Caesarugusta. Fueron el primer pueblo germano en obtener el estatus de foederatidentro de los límites del Imperio Romano Occidental. El conocimiento de su historia está limitado por una escasez de fuentes primarias y con considerables lagunas de información sobre algunos periodos. 
«En el lejano oeste hay un estado analfabeto donde no se siente nada salvo los vientos de tormenta». Braulio de Zaragoza, 585. [cita requerida] 

### Reino vándalo de Cartago

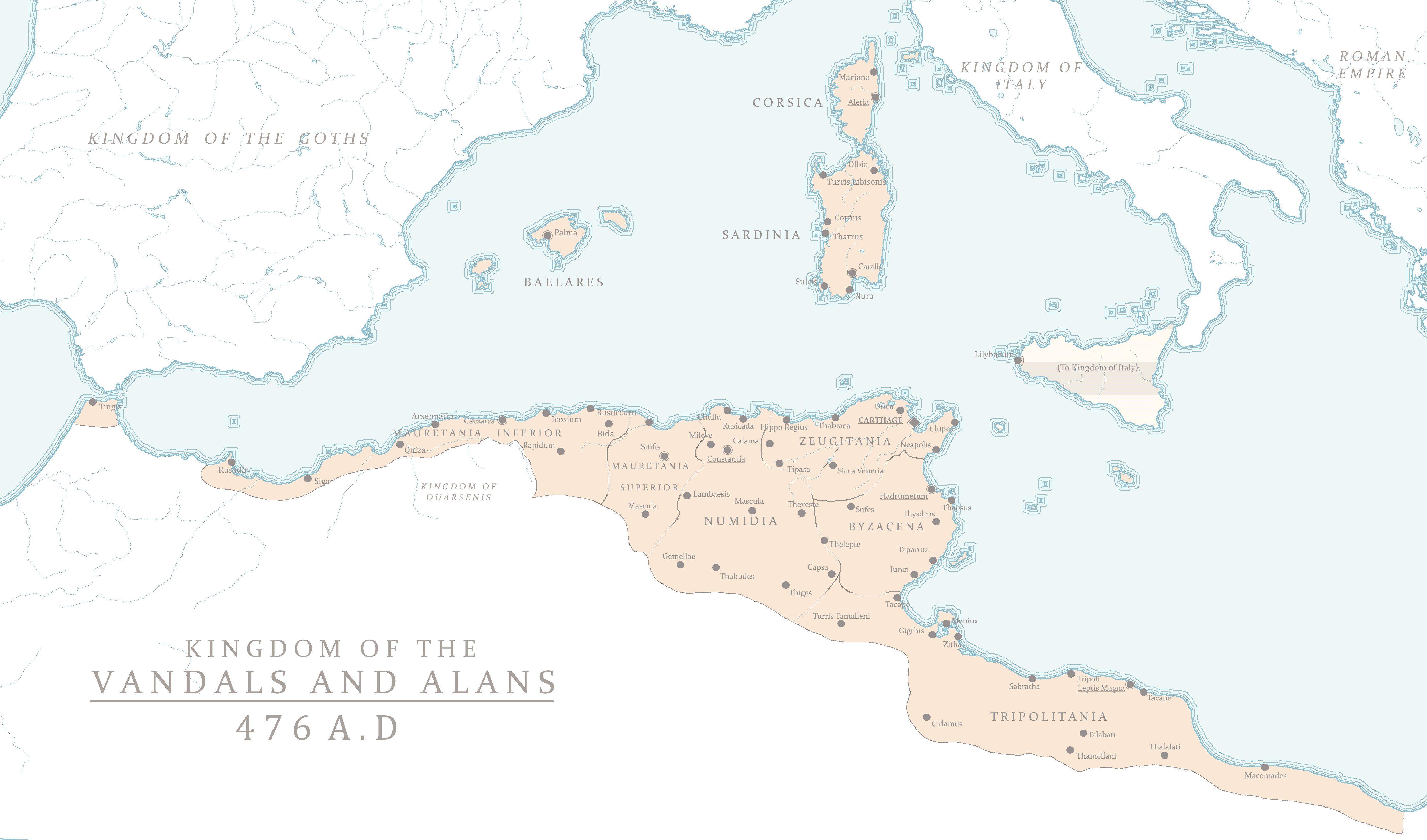
Mapa del reino vándalo en 476.

El reino vándalo fue creado por el rey vándalo Genserico en 429-435 tras conquistar con su ejército la diócesis de África del Imperio romano de Occidente (las actuales Argelia y Túnez). En 439 tomó Cartago convirtiéndola en su capital. Fue reconocido de forma implícita por el Imperio con la firma de un tratado en 442, por lo que en esa fecha se suele fijar el nacimiento «oficial» del Regnum Vandalorum et Alanorum. El reino duró unos cien años, hasta que en el 534 fue conquistado por el Imperio bizantino bajo el reinado de Justiniano.
Se ha destacado el importante papel indirecto desempeñado por el reino vándalo en la caída del Imperio romano de Occidente. «Privado de sus provincias más ricas, el Imperio romano de Occidente quedó confinado en el oeste del continente europeo, en parte ocupado por los bárbaros. No sobrevivió más que treinta y siete años después a la toma de Cartago, hasta su caída definitiva en 476», ha afirmado el historiador Pierre Cosme. La guerra que mantuvo con el Imperio romano ha sido denominada «Cuarta Guerra Púnica», en la que a diferencia de las tres anteriores Roma salió derrotada.

## Reinos ajenos al Imperio romano
Estos reinos surgieron de pueblos que se asentaron en zonas que no pertenecieron al Imperio o se asentaron mucho tiempo después del fin de dicho Imperio.

### Inglaterra anglosajona
La historia de la Inglaterra anglosajona comprende el periodo de la Alta Edad Media inglesa, desde el fin de la Britania romana y el establecimiento de los reinos anglosajones en el siglo V hasta la conquista normanda en 1066. Los siglos V y VI son conocidos arqueológicamente como la Britania posromana, o en la cultura popular como la «Edad Oscura».
Desde el siglo VI comenzaron a emerger grandes reinos anglosajones suplantando progresivamente a las áreas ocupadas por los britones, denominados conjuntamente «heptarquía». El más septentrional de ellos, el Reino de Northumbria de los reyes Edwino (r. 616-633), Osvaldo (r. 634-642) y Oswiu (r.642-670), dominó Inglaterra en el siglo VII, pero su expansión  se paró con la derrota de Nechtansmere contra los pictos en 685. En el siglo VIII, fue el reino de Mercia, centrado en las Midlands, el que ocupó una posición hegemónica en los reinados de Æthelbald (r. 716-757), Offa (r. 757-796) y Cenwulf (r. 796-821).
La llegada de los vikingos al final del siglo siglo VIII trastornó Gran Bretaña. Las costas de la isla fueron saqueadas por flotas danesas y noruegas antes de que comenzara un verdadero proceso de colonización en el norte y este de Inglaterra, una región más tarde llamada Danelaw. La victoriosa resistencia del rey de Wessex Alfredo el Grande (r. 871-899) preparó la unificación de Inglaterra bajo la autoridad de la casa de Wessex, un proceso continuado por su hijo Eduardo el Viejo (r. 899-924) y completado por su nieto Æthelstan (r. 924-939), a menudo considerado el primer gobernante del reino de Inglaterra.

### Rus de Kiev
La Rus de Kiev (en antiguo eslavo oriental, Киѥвьска Ру́сь; Kýievska Rus) fue una federación de tribus eslavas orientales desde finales del siglo IX hasta mediados del XIII, regida por la dinastía Rúrik. Alcanzó su extensión máxima a mediados del siglo XI, cuando se extendía desde el mar Báltico en el norte hasta el mar Negro en el sur, y desde las cabeceras del Vístula en el oeste hasta la península de Tamán en el este, y abarcaba a la mayoría de las tribus eslavas orientales.
La Rus de Kiev tiene sus orígenes en la fundación del Kanato de Rus y el surgimiento de la dinastía rúrika en el 862 d. C. Sin embargo, fue durante el reinado del príncipe Oleg (r. 879-912), quien en el año 882 extendió su control de Nóvgorod al valle del río Dniéper, con el fin de proteger el comercio de las incursiones jázaras en el este, y trasladó su capital a la más estratégica Kiev, cuando se estableció el país, que puede considerarse la base fundacional de lo que hoy es Ucrania  y de Rusia. Sviatoslav I nórdico antiguo: Sveinald Ingvarsson 942-972, un príncipe-guerrero (o konung) llevó a cabo la primera gran expansión territorial de la Rus de Kiev, convirtiéndose en el Príncipe de Nóvgorod y Gran Príncipe de Kiev. Vladimiro el Grande (980-1015) introdujo la Cristiandad en 988 con su propio bautismo y, por decreto, a todos los habitantes de Kiev y más allá. La Rus de Kiev alcanzó su mayor extensión bajo Yaroslav I (1019-1054); sus hijos prepararon y publicaron su primer código legal escrito, la Justicia de la Rus (Rússkaya Pravda), poco después de su muerte.
El declive del Estado empezó a finales del siglo XI y durante el XII, cuando se desintegró en varios territorios confrontados. Se debilitó aún más por factores económicos, tales como el cese de los lazos comerciales de la Rus con Bizancio debido a la decadencia de Constantinopla y la subsiguiente disminución de las rutas comerciales en su territorio. La Rus de Kiev como Estado decayó finalmente con la invasión mongola de 1240.
Los actuales pueblos de Bielorrusia, Ucrania y Rusia, además de otros grupos étnicos eslavos, reivindican a la Rus de Kiev como el origen de su legado cultural,lo cual resulta evidente dado el comienzo de la Rus, con los asentamientos de pobladores de origen nórdico, incluido el propio Rúrik, un príncipe Varego, cuya procedencia se remonta o es originaria de la costa sueca, equivalente a Roslagen en Suecia (siendo el nombre más antiguo Roden).Los orígenes de Rúrik (Hrørīkr o Rørik,Veliki Nóvgorod 830 - Kiev 879), aunque inciertos, se sitúan como un protoeslavo nacido en Nóvgorod, que fue llamado para administrar y poner orden en la Rus de Kiev, dando lugar a una unificación temprana de la Rus de Nóvgorod y de Kiev.

## Bárbaros
Los bárbaros se desparraman furiosos... y el azote de la peste no causa menos estragos, el tiránico exactor roba y el soldado saquea las riquezas y las vituallas escondidas en las ciudades; reina un hambre tan espantosa, que obligado por ella, el género humano devora carne humana, y hasta las madres matan a sus hijos y cuecen sus cuerpos para alimentarse con ellos. Las fieras aficionadas a los cadáveres de los muertos por la espada, por el hambre y por la peste, destrozan hasta a los hombres más fuertes, y cebándose en sus miembros, se encarnizan cada vez más para la destrucción del género humano. De esta suerte, exacerbadas en todo el orbe las cuatro plagas: el hierro, el hambre, la peste y las fieras, cúmplense las predicciones que hizo el Señor por boca de sus Profetas.

Asoladas las provincias... por el referido encrudecimiento de las plagas, los bárbaros, resueltos por la misericordia del Señor a hacer la paz, se reparten a suertes las regiones de las provincias para establecerse en ellas.
Hidacio, Chronicon (hacia 468).

El texto se refiere concretamente a Hispania y sus provincias, y los bárbaros citados son específicamente los suevos, vándalos y alanos, que en 406 habían cruzado el limes del Rin (inhabitualmente helado) a la altura de Maguncia y en torno al 409 habían llegado a la península ibérica; pero la imagen es equivalente en otros momentos y lugares que el mismo autor narra, del periodo entre 379 y 468.
Mientras los germanos percibían con admiración a los romanos, a su vez eran percibidos por estos con una mezcla de desprecio, temor y esperanza (retrospectivamente plasmados en el influyente poema Esperando a los bárbaros de Constantino Cavafis), e incluso se les atribuyó un papel justiciero (aunque involuntario) desde un punto de vista providencialista por parte de autores cristianos romanos (Orosio y San Agustín). La denominación de bárbaros (βάρβαρος) proviene de la onomatopeya bar-bar con la que los griegos se burlaban de los extranjeros no helénicos, y que los romanos —bárbaros ellos mismos, aunque helenizados— utilizaron desde su propia perspectiva. La denominación invasiones bárbaras fue rechazada por los historiadores alemanes del siglo XIX, momento en el que el término barbarie designaba para las nacientes ciencias sociales un estadio de desarrollo cultural inferior a la civilización y superior al salvajismo. Prefirieron acuñar un nuevo término: Völkerwanderung ('Migración de pueblos'), menos violento que invasiones, al sugerir el desplazamiento completo de pueblos con sus instituciones y culturas, y más general incluso que invasiones germánicas, al incluir a hunos, eslavos y otros.

## Las transformaciones en el mundo romano

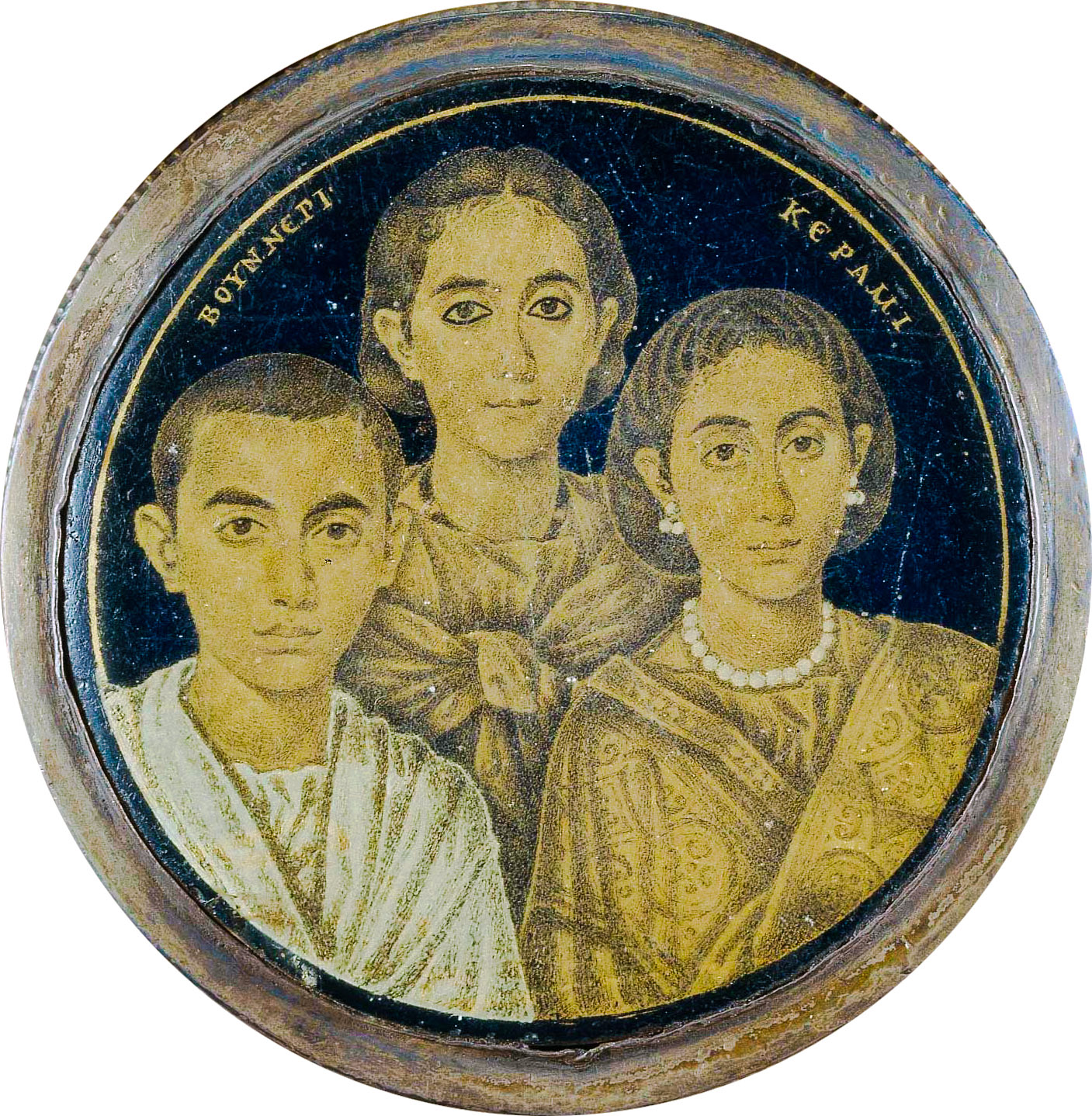
Gala Placidia y sus hijos, Valentiniano III y Justa Grata Honoria.

El Imperio romano había pasado por invasiones externas y guerras civiles terribles en el pasado, pero a finales del siglo IV, aparentemente, la situación estaba bajo control. Hacía escaso tiempo que Teodosio había logrado nuevamente unificar bajo un solo centro ambas mitades del Imperio (392) y establecido una nueva religión de Estado, el cristianismo niceno (Edicto de Tesalónica, 380), con la consiguiente persecución de los tradicionales cultos paganos y las heterodoxias cristianas. El clero cristiano, convertido en una jerarquía de poder, justificaba ideológicamente a un Imperium Romanum Christianum y a la dinastía Teodosiana como había comenzado a hacer ya con la Constantiniana desde el Edicto de Milán (313).
El gobierno de Teodosio había encauzado los afanes de protagonismo político de los más ricos e influyentes senadores romanos y de las provincias occidentales. Además, la dinastía había sabido encauzar acuerdos con la poderosa aristocracia militar, en la que se enrolaban nobles germanos que acudían al servicio del Imperio al frente de soldados unidos por lazos de fidelidad hacia ellos. Al morir en 395, Teodosio confió el gobierno de Occidente y la protección de su joven heredero Honorio al general Estilicón, primogénito de un noble oficial vándalo que había contraído matrimonio con Flavia Serena, sobrina del propio Teodosio. Sin embargo, cuando en el 455 murió asesinado Valentiniano III, nieto de Teodosio, una buena parte de los descendientes de aquellos nobles occidentales (nobilissimus, clarissimus) que tanto habían confiado en los destinos del Imperio parecieron ya desconfiar del mismo, sobre todo cuando en el curso de dos decenios se habían podido dar cuenta de que el gobierno imperial recluido en Rávena era cada vez más presa de los exclusivos intereses e intrigas de un pequeño grupo de altos oficiales del ejército itálico. Muchos de estos eran de origen germánico y cada vez confiaban más en las fuerzas de sus séquitos armados de soldados convencionales y en los pactos y alianzas familiares que pudieran tener con otros jefes germánicos instalados en suelo imperial junto con sus propios pueblos, que desarrollaban cada vez más una política autónoma. La necesidad de acomodarse a la nueva situación quedó evidenciada con el destino de Gala Placidia, princesa imperial rehén de los propios saqueadores de Roma (el visigodo Alarico I y su primo Ataúlfo, con quien finalmente se casó); o con el de Honoria, hija de la anterior (en segundas nupcias con el emperador Constancio III) que optó por ofrecerse como esposa al propio Atila enfrentándose a su propio hermano Valentiniano.

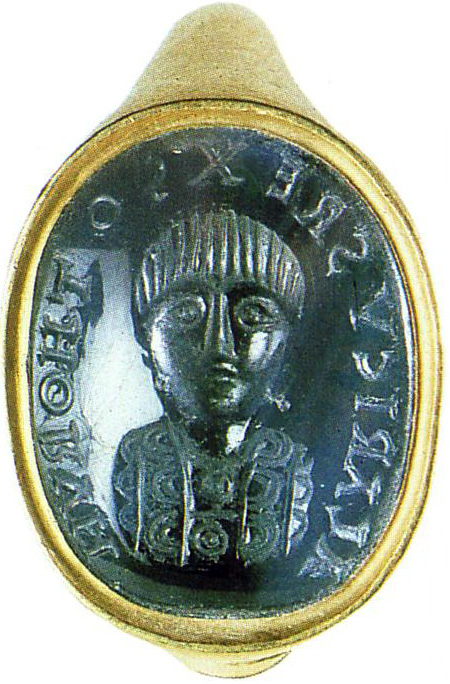
Alaricus rex gothorum, sello de Alarico II.

Necesitados de mantener una posición de predominio social y económico en sus regiones de origen, reducidos sus patrimonios fundiarios a dimensiones provinciales, y ambicionando un protagonismo político propio de su linaje y de su cultura, los honestiores (honestos), representantes de las aristocracias tardorromanas occidentales habrían acabado por aceptar las ventajas de admitir la legitimidad del gobierno de dichos reyes germánicos, ya muy romanizados, asentados en sus provincias. Al fin y al cabo, estos, al frente de sus soldados, podían ofrecerles bastante mayor seguridad que el ejército de los emperadores de Rávena. Además, el avituallamiento de dichas tropas resultaba bastante menos gravoso que el de las imperiales, por basarse en buena medida en séquitos armados dependientes de la nobleza germánica y alimentados con cargo al patrimonio fundiario provincial de la que ésta ya hacía tiempo se había apropiado. Menos gravoso tanto para los aristócratas provinciales como también para los grupos de humiliores (humildes) que se agrupaban jerárquicamente en torno a dichos aristócratas, y que, en definitiva, eran los que habían venido soportando el máximo peso de la dura fiscalidad tardorromana. Las nuevas monarquías, más débiles y descentralizadas que el viejo poder imperial, estaban también más dispuestas a compartir el poder con las aristocracias provinciales, máxime cuando el poder de estos monarcas estaba muy limitado en el seno mismo de sus gentes por una nobleza basada en sus séquitos armados, desde su no muy lejano origen en las asambleas de guerreros libres, de los que no dejaban de ser primus inter pares.
Pero esta metamorfosis del Occidente romano en romano-germano, no había sido consecuencia de una inevitabilidad claramente evidenciada desde un principio; por el contrario, el camino había sido duro, zigzagueante, con ensayos de otras soluciones, y con momentos en que parecía que todo podía volver a ser como antes. Así ocurrió durante todo el siglo V, y en algunas regiones también en el siglo VI como consecuencia, entre otras cosas, de la llamada Recuperatio Imperii o Reconquista de Justiniano.

## Las instituciones

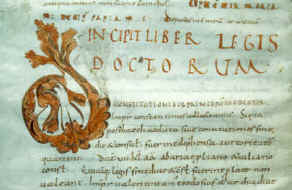
Breviario de Alarico, en un manuscrito del.

La monarquía germánica era en origen una institución estrictamente temporal, vinculada estrechamente al prestigio personal del rey, que no pasaba de ser un primus inter pares (primero entre iguales), que la asamblea de guerreros libres elegía (monarquía electiva), normalmente para una expedición militar concreta o para una misión específica. Las migraciones a que se vieron sometidos los pueblos germánicos desde el siglo III hasta el siglo V (encajonados entre la presión de los hunos al este y la resistencia del limes romano al sur y oeste) fue fortaleciendo la figura del rey, al tiempo que se entraba en contacto cada vez mayor con las instituciones políticas romanas, que acostumbraban a la idea de un poder político mucho más centralizado y concentrado en la persona del emperador romano. La monarquía se vinculó a las personas de los reyes de forma vitalicia, y la tendencia era a hacerse monarquía hereditaria, dado que los reyes (al igual que habían hecho los emperadores romanos) procuraban asegurarse la elección de su sucesor, la mayor parte de las veces aún en vida y asociándolos al trono. El que el candidato fuera el primogénito varón no era una necesidad, pero se terminó imponiendo como una consecuencia obvia, lo que también era imitado por las demás familias de guerreros, enriquecidos por la posesión de tierras y convertidos en linajes nobiliarios que se emparentaban con la antigua nobleza romana, en un proceso que puede denominarse feudalización. Con el tiempo, la monarquía se patrimonializó, permitiendo incluso la división del reino entre los hijos del rey.
El respeto a la figura del rey se reforzó mediante la sacralización de su toma de posesión (unción con los sagrados óleos por parte de las autoridades religiosas y uso de elementos distintivos como orbe, cetro y corona, en el transcurso de una elaborada ceremonia: la coronación) y la adición de funciones religiosas (presidencia de concilios nacionales, como los Concilios de Toledo) y taumatúrgicas (toque real de los reyes de Francia para la cura de la escrófula). El problema se suscitaba cuando llegaba el momento de justificar la deposición de un rey y su sustitución por otro que no fuera su sucesor natural. Los últimos merovingios no gobernaban por sí mismos, sino mediante los cargos de su corte, entre los que destacaba el mayordomo de palacio. Únicamente tras la victoria contra los invasores musulmanes en la batalla de Poitiers el mayordomo Carlos Martel se vio justificado para argumentar que la legitimidad de ejercicio le daba méritos suficientes para fundar él mismo su propia dinastía: la carolingia. En otras ocasiones se recurría a soluciones más imaginativas (como forzar la tonsura —corte eclesiástico del pelo— del rey visigodo Wamba para incapacitarle).
Los problemas de convivencia entre las minorías germanas y las mayorías locales (hispanorromanas, galo-romanas, etc.) fueron solucionados con más eficacia por los reinos con más proyección en el tiempo (visigodos y francos) a través de la fusión, permitiendo los matrimonios mixtos, unificando la legislación y realizando la conversión al catolicismo frente a la religión originaria, que en muchos casos ya no era el paganismo tradicional germánico, sino el cristianismo arriano adquirido en su paso por el Imperio Oriental.
Algunas características propias de las instituciones germanas se conservaron: una de ellas el predominio del derecho consuetudinario sobre el derecho escrito propio del Derecho romano. No obstante los reinos germánicos realizaron algunas codificaciones legislativas, con mayor o menor influencia del derecho romano o de las tradiciones germánicas, redactadas en latín a partir del siglo V (leyes teodoricianas, edicto de Teodorico, Código de Eurico, Breviario de Alarico). El primer código escrito en lengua germánica fue el del rey Ethelberto de Kent, el primero de los anglosajones en convertirse al cristianismo (comienzos del siglo VI). El visigótico Liber Iudicorum (Recesvinto, 654) y la franca ley sálica (Clodoveo, 507-511) mantuvieron una vigencia muy prolongada por su consideración como fuentes del derecho en las monarquías medievales y del Antiguo Régimen.

### La cristiandad latina y los bárbaros

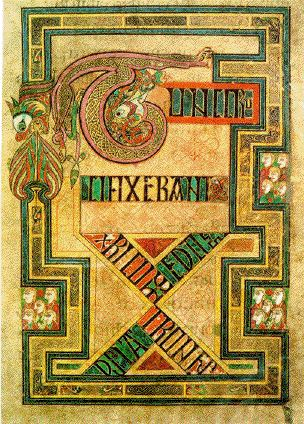
Libro de Kells o Evangelario de San Columba, arte hiberno-sajón o irlando-sajón.

La expansión del cristianismo entre los bárbaros, el asentamiento de la autoridad episcopal en las ciudades y del monacato en los ámbitos rurales, constituyó una poderosa fuerza fusionadora de culturas y ayudó a asegurar que muchos rasgos de la civilización clásica, como el derecho romano y el latín, pervivieran en la mitad occidental del Imperio, e incluso se expandiera por Europa Central y septentrional. Los francos se convirtieron al catolicismo durante el reinado de Clodoveo I (496 o 499) y, a partir de entonces, expandieron el cristianismo entre los germanos del otro lado del Rin. Los suevos, que se habían hecho cristianos arrianos con Remismundo (459-469), se convirtieron al catolicismo con Teodomiro (559-570) por las predicaciones de san Martín de Dumio. En ese proceso se habían adelantado a los propios visigodos, que habían sido cristianizados previamente en Oriente en la versión arriana (en el siglo IV), y mantuvieron durante siglo y medio la diferencia religiosa con los católicos hispanorromanos incluso con luchas internas dentro de la clase dominante goda, como demostró la rebelión y muerte de San Hermenegildo (581-585), hijo del rey Leovigildo). La conversión al catolicismo de Recaredo (589) marcó el comienzo de la fusión de ambas sociedades, y de la protección regia al clero católico, visualizada en los Concilios de Toledo (presididos por el propio rey). Los años siguientes vieron un verdadero renacimiento visigodo con figuras de la influencia de Isidoro de Sevilla y sus hermanos Leandro, Fulgencio y Florentina, los cuatro santos de Cartagena, de gran repercusión en el resto de Europa y en los futuros reinos cristianos de la Reconquista (véase cristianismo en España, monasterio en España, monasterio hispano y liturgia hispánica). Los ostrogodos, en cambio, no dispusieron de tiempo suficiente para realizar la misma evolución en Itialia. No obstante, del grado de convivencia con el papado y los intelectuales católicos fue muestra que los reyes ostrogodos los elevaban a los cargos de mayor confianza (Boecio y Casiodoro, ambos magister officiorum con Teodorico el Grande), aunque también de lo vulnerable de su situación (ejecutado el primero —523— y apartado por los bizantinos el segundo —538—). Sus sucesores en el dominio de Italia, los también arrianos lombardos, tampoco llegaron a experimentar la integración con la población católica sometida, y su divisiones internas hicieron que la conversión al catolicismo del rey Agilulfo (603) no llegara a tener mayores consecuencias.
El cristianismo fue llevado a Irlanda por san Patricio a principios del siglo V, y desde allí se extendió a Escocia, desde donde un siglo más tarde regresó por la zona norte a una Inglaterra abandonada por los cristianos britones a los paganos pictos y escotos (procedentes del norte de Gran Bretaña) y a los también paganos germanos procedentes del continente (anglos, sajones y jutos). A finales del siglo VI, con el papa Gregorio Magno, también Roma envió misioneros a Inglaterra desde el sur, con lo que se consiguió que en el transcurso de un siglo Inglaterra volviera a ser cristiana.
A su vez, los britones habían iniciado una emigración por vía marítima hacia la península de Bretaña, llegando incluso hasta lugares tan lejanos como la costa cantábrica entre Galicia y Asturias, donde fundaron la diócesis de Britonia. Esta tradición cristiana se distinguía por el uso de la tonsura céltica o escocesa, que rapaba la parte frontal del pelo en vez de la coronilla.
La supervivencia en Irlanda de una comunidad cristiana aislada de Europa por la barrera pagana de los anglosajones, provocó una evolución diferente al cristianismo continental, lo que se ha denominado cristianismo celta. Conservaron mucho de la antigua tradición latina, que estuvieron en condiciones de compartir con Europa continental apenas la oleada invasora se hubo calmado temporalmente. Tras su extensión a Inglaterra en el siglo VI, los irlandeses fundaron en el siglo VII monasterios en Francia, en Suiza (Saint Gall), e incluso en Italia, destacándose los nombres de Columba y Columbano. Las islas británicas fueron durante unos tres siglos el vivero de importantes nombres para la cultura: el historiador Beda el Venerable, el misionero Bonifacio de Alemania, el educador Alcuino de York, o el teólogo Juan Escoto Erígena, entre otros. Tal influencia llega hasta la atribución de leyendas como la de Santa Úrsula y las Once Mil Vírgenes, bretona que habría efectuado un extraordinario viaje entre Britania y Roma para acabar martirizada en Colonia.